# E Sour El Ghozlane
El E Sour El Ghozlane es un equipo de fútbol de Argelia que juega en la Liga Regional 2, la quinta división de fútbol en el país.

## Historia
Fue fundado el 3 de noviembre de 1912 en la ciudad de Sour El-Ghozlane y es uno de los equipos de fútbol más viejos de Argelia y del centro-este del país.
Sus primeros años los pasaron en las divisiones regionales de Argelia hasta que en la década de los años 1990s iniciaron un ascenso que lo llevaron a jugar en las divisiones nacionales, al punto que en la temporada 1997/98 logra el ascenso al Campeonato Nacional de Argelia luego de que se hizo una expansión de equipos en la liga.
Su primera experiencia en la máxima categoría fue de tan solo una temporada luego de que terminara en último lugar en grupo centro-este donde solo hizo 12 puntos en 26 partidos que jugó, perdiendo 20 de ellos. Esa temporada hizo que el club regresara al nivel aficionado por la reforma hecha en la liga por parte de la Federación Argelina de Fútbol, y luego continuaron los descensos hasta que en 2011 nace la División Nacional Aficionada porque las dos primeras categoría alcanzaron el grado de profesionalización.

## Palmarés
- Regional 1: 1

2012/13